# Gian Mario Albani
Gian Mario Albani (Merate, 26 febbraio 1927 – Borgosesia, 10 aprile 2017) è stato un sindacalista e politico italiano.

## Biografia
Sposato, con tre figli, è sindacalista fin dal dopoguerra, ricoprendo il ruolo di segretario della CISL prima a Imola e poi a Ferrara.
Successivamente è presidente delle ACLI milanesi e lombarde (1964-1968). Viene eletto senatore durante la V Legislatura, con la "sinistra indipendente", restando in carica dal 1968 al 1972.

## Opere
- Prefazione a Liberazione o morte, antologia degli scritti di padre Camilo Torres, Libreria Feltrinelli – Milano, 1968.
- Le responsabilità del lavoratori cristiani nell'attuale momento, Centro di Ricerche e Documentazione – Milano, 1968.
- Lettera al Presidente della Repubblica, Libreria Feltrinelli – Milano, 1969.
- “Statuto dei diritti” o potere dei lavoratori: contributi per l'autonomia e l'unità del movimento operaio, Libreria Feltrinelli – Milano, 1970.
- Presentazione di In nome della Santissima Trinità, intestazione al Trattato e al Concordato tra la Chiesa cattolica e lo Stato fascista, Libreria Feltrinelli - Milano, 1970.
- Il senso della vita, con tutto che volge al termine - Editrice Nuovi Autori - Milano, 2009.
- Il caso italiano e la proposta di mutuo soccorso - seguito da Incontri con Giuseppe Lazzati (1909-1986), Livio Gratton (1910-1991), Mauro Laeng (1926-2004), don Primo Mazzolari (1890-1959), Benedetto De Cesaris (1922 - 2003), don Lorenzo Milani (1923-1967), Giorgio La Pira (1904-1977), Giuseppe Di Vittorio (1892-1967), Giovanni Battista Montini (1897-1978), Ferruccio Parri (1980-1981), e i coniugi Tommasoni. Segue il discorso di Josè Mujica, Presidente dell'Uguguay, alla conferenza ONU in Brasile del 2012, dedicata allo sviluppo sostenibile. Stampato da Vigepa.Com - Buccino (SA) nel mese di ottobre 2013.
- La follia dell'occidente - Ibiskos Editrice Risolo, 2015